# Ливерпуль-стрит (станция метро)
Ливерпуль-стрит (англ. Liverpool Street) — станция лондонского метро в районе города, называемом Лондонский Сити. На платформах станции останавливаются поезда четырёх линий: Метрополитен, Хаммерсмит-энд-Сити и Кольцевой (береговые платформы, станция мелкого заложения), а также Центральной (островная платформа, станция глубокого заложения). Станция является пятой по загруженности (пассажиропотоку) и относится к первой тарифной зоне.

## История станции
Станция открыта в 1874 году, в качестве замены для станции «Бишопсгейт» (англ. Bishopsgate) — в то время главного лондонского вокзала Большой Восточной железной дороги (англ. Great Eastern Railway). До 1895 года на станции «Бишопсгейт» посадочных платформ было больше, чем на всех остальных пассажирских станциях Лондона.
Станция «Ливерпуль-стрит» была спроектирована и построена как двухуровневая станция. В качестве станции метро Лондона первая платформа для остановки поездов метрополитена (линии англ. Metropolitan Railway) появилась 12 июля 1875 года. Станция носила название «Бишопсгейт». 1 ноября 1909 станция была переименована в «Ливерпуль-стрит». Платформы станции для поездов Центральной линии построены 28 июля 1912 года.
В 1917 году, во время Первой мировой войны в результате авиаударов на самой станции и близлежащих окрестностях официально погибло 162 человека.
В начале Второй мировой войны станция служила местом пересадки тысяч детей-беженцев, прибывших в Лондон в рамках спасательной миссии «Kindertransport».

Станция была повреждена в результате терактов: взрыва в Бишопсгейте в 1993 году, а также 7 июля 2005 года, когда в результате взрыва бомбы в поезде метро, отправлявшегося со станции «Ливерпуль-стрит», погибло семь пассажиров.
По состоянию на конец 2010-х годов, на станции «Ливерпуль-стрит» останавливаются поезда линий «Метрополитен», «Хаммерсмит-энд-Сити», «Кольцевой» и «Центральной».
Станция находится рядом с вокзалом «Ливерпуль-стрит (вокзал)», с которого, кроме поездов дальнего следования, отправляются также поезда системы London Overground. Кроме того, в 2022 году рядом была открыта подземная станция линии Элизабет.

## Пригородные направления
Большинство пригородных направлений обслуживается железнодорожной компанией «Greater Anglia». Поезда ходят в Норидж, Ипсуич, Клектон-он-Си, Колчестер, Брейнтри, Саутенд-он-Си, Брентвуд, аэропорт Станстед, Кембридж, Хартфорд, Чезент, Энфилд, Уолтхэм Форест.

## Иллюстрации

Станция «Ливерпуль-стрит»
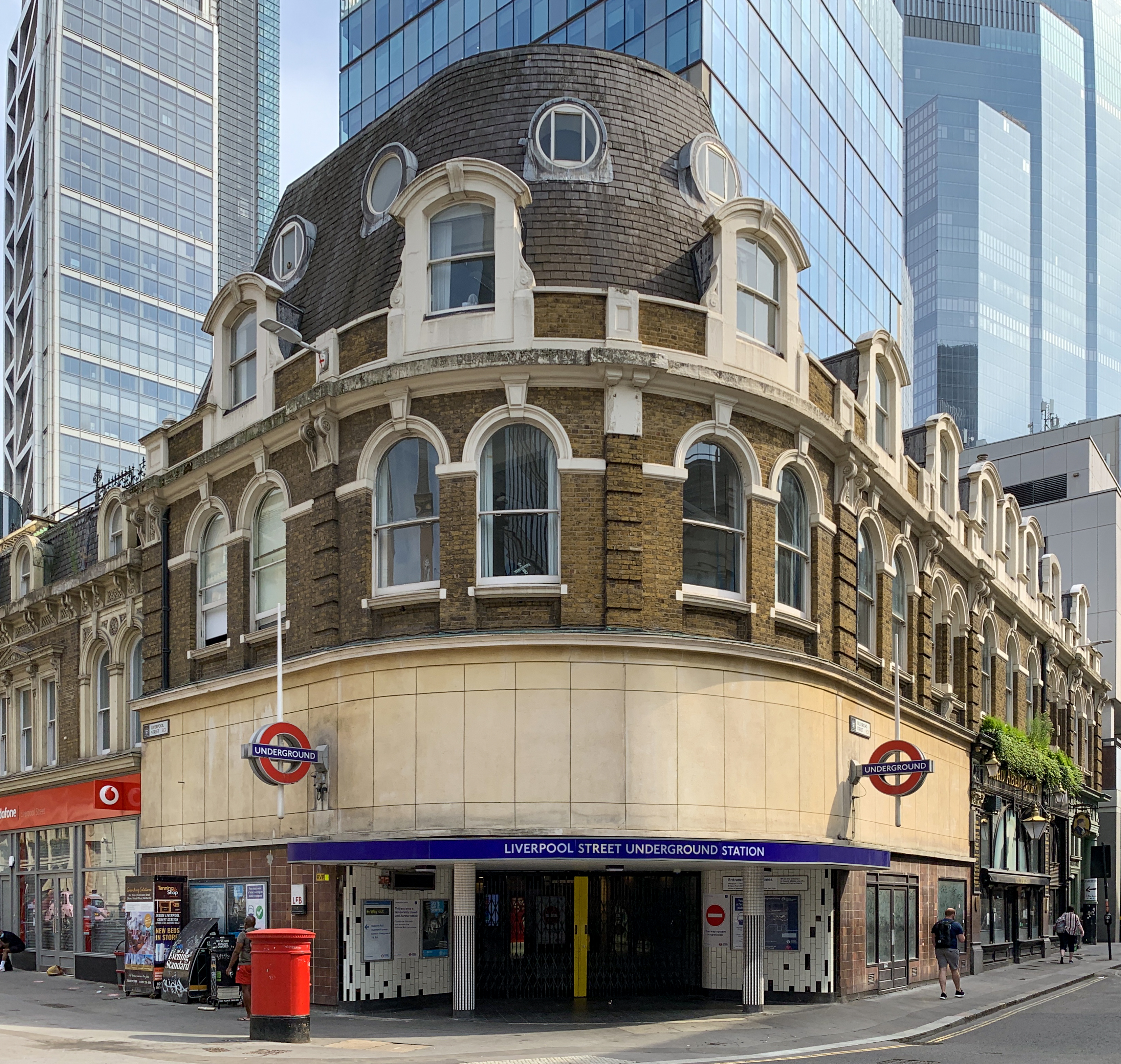
Вестибюль
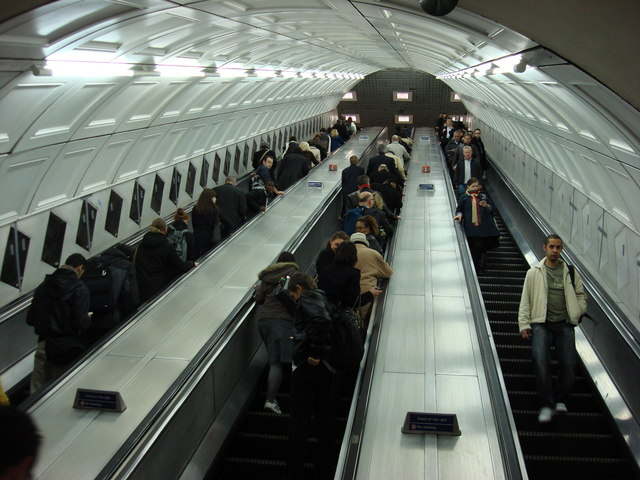
Эскалаторы Центральной линии
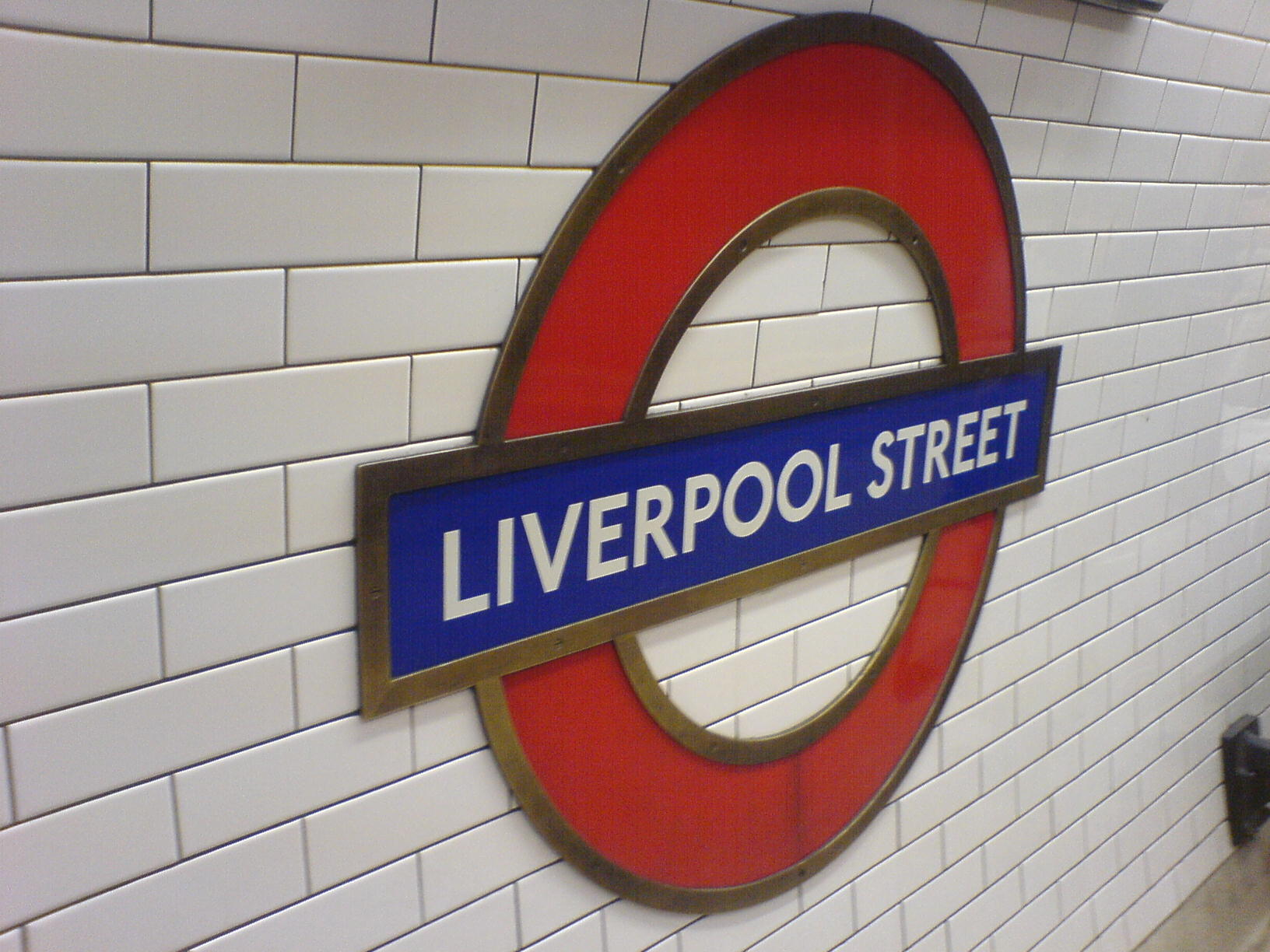
Рондель на стене Центральной линии
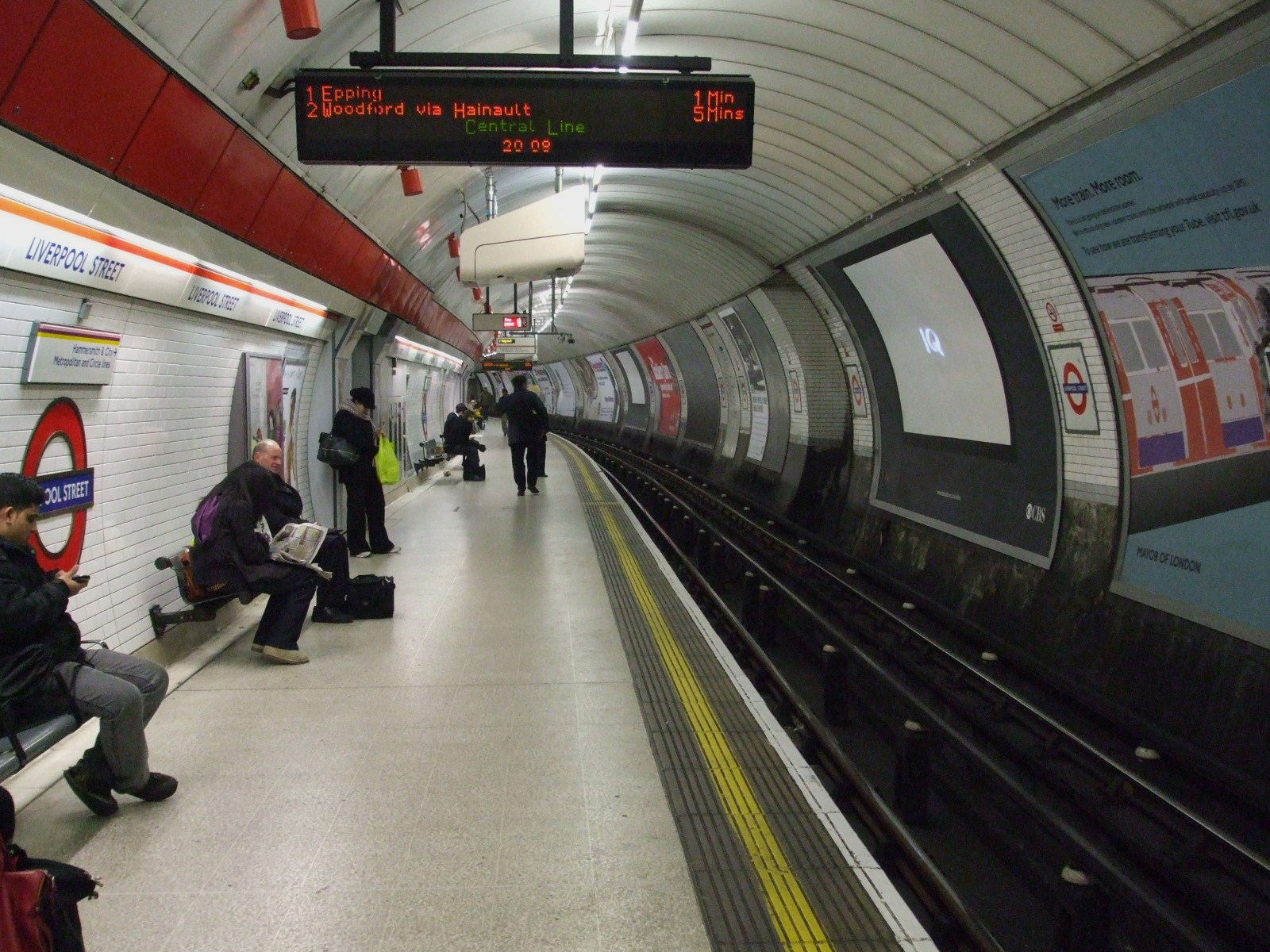
Платформа Центральной линии
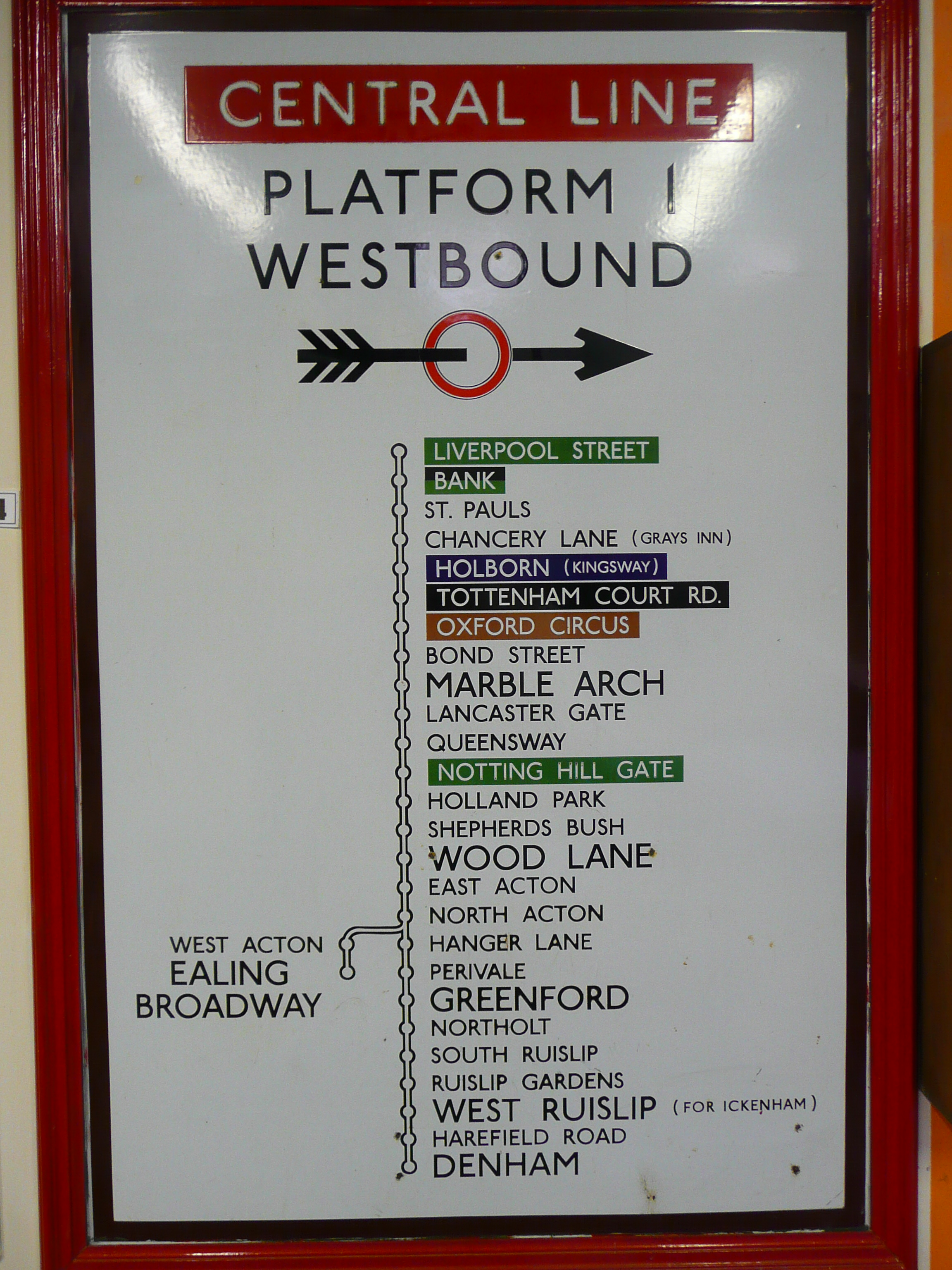
Указатель на Центральную линию
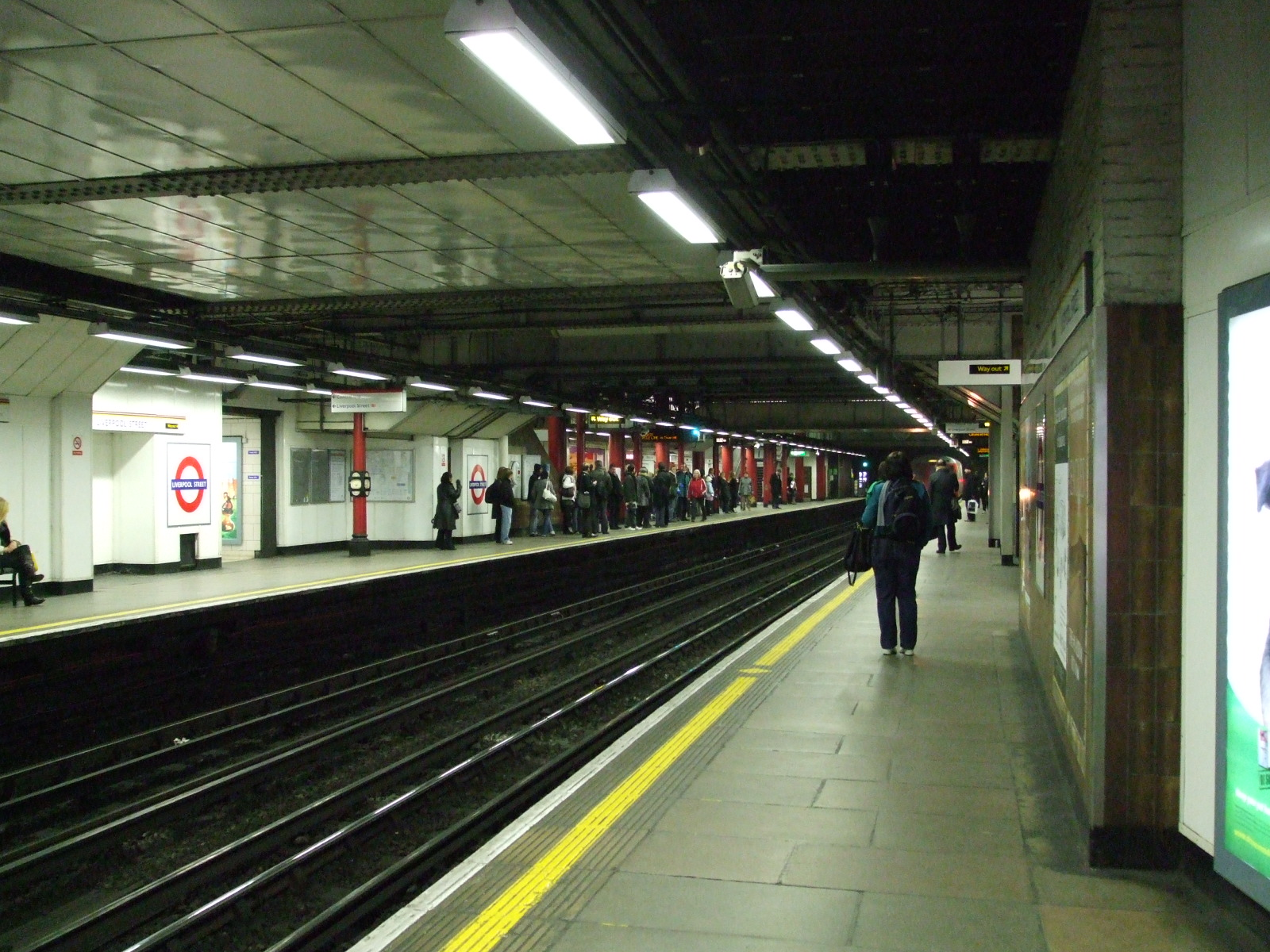
Платформы Кольцевой, Метрополитен и линии Хаммерсмит-энд-Сити
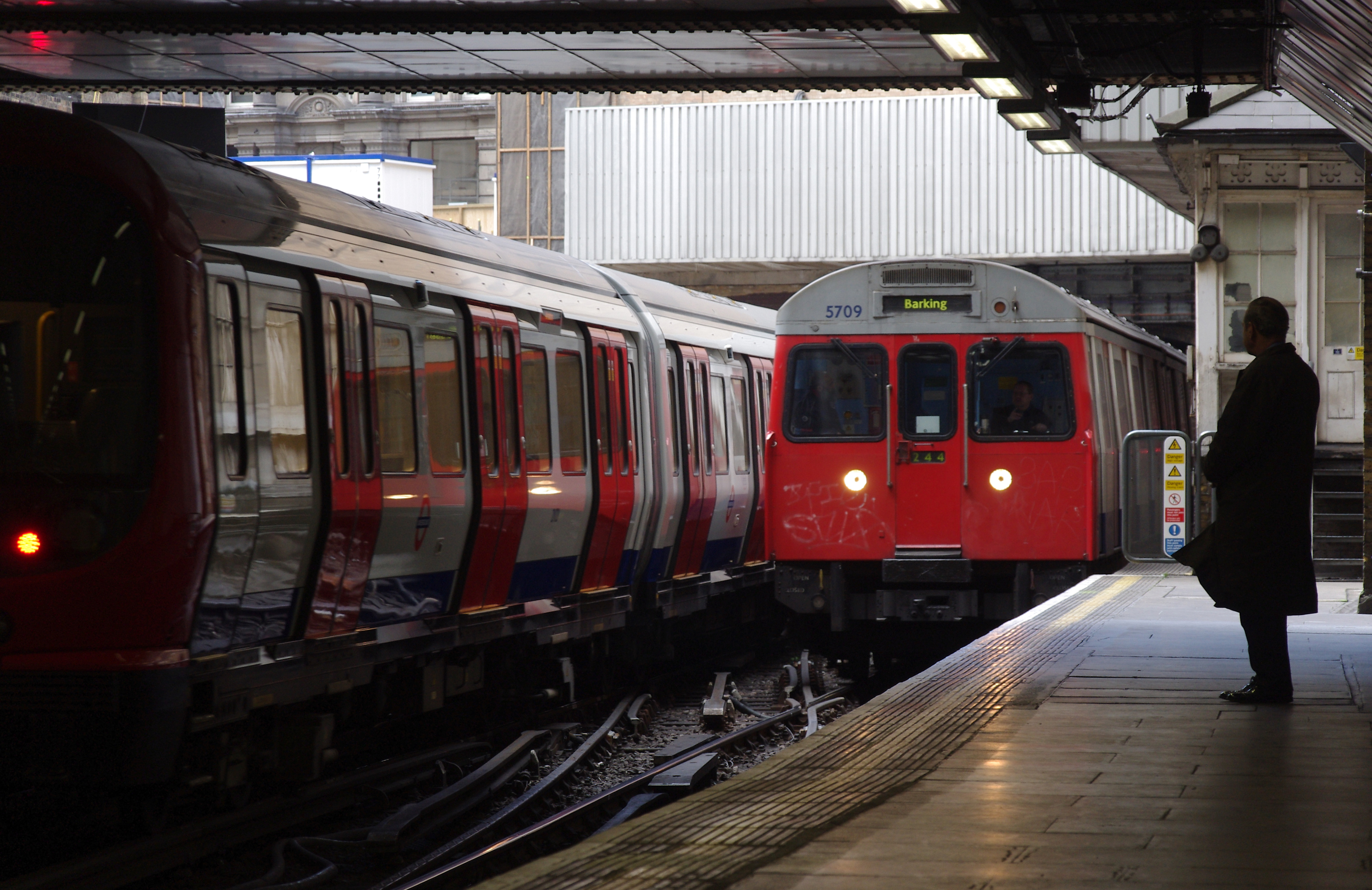
Поезда S- и C-серии на станции
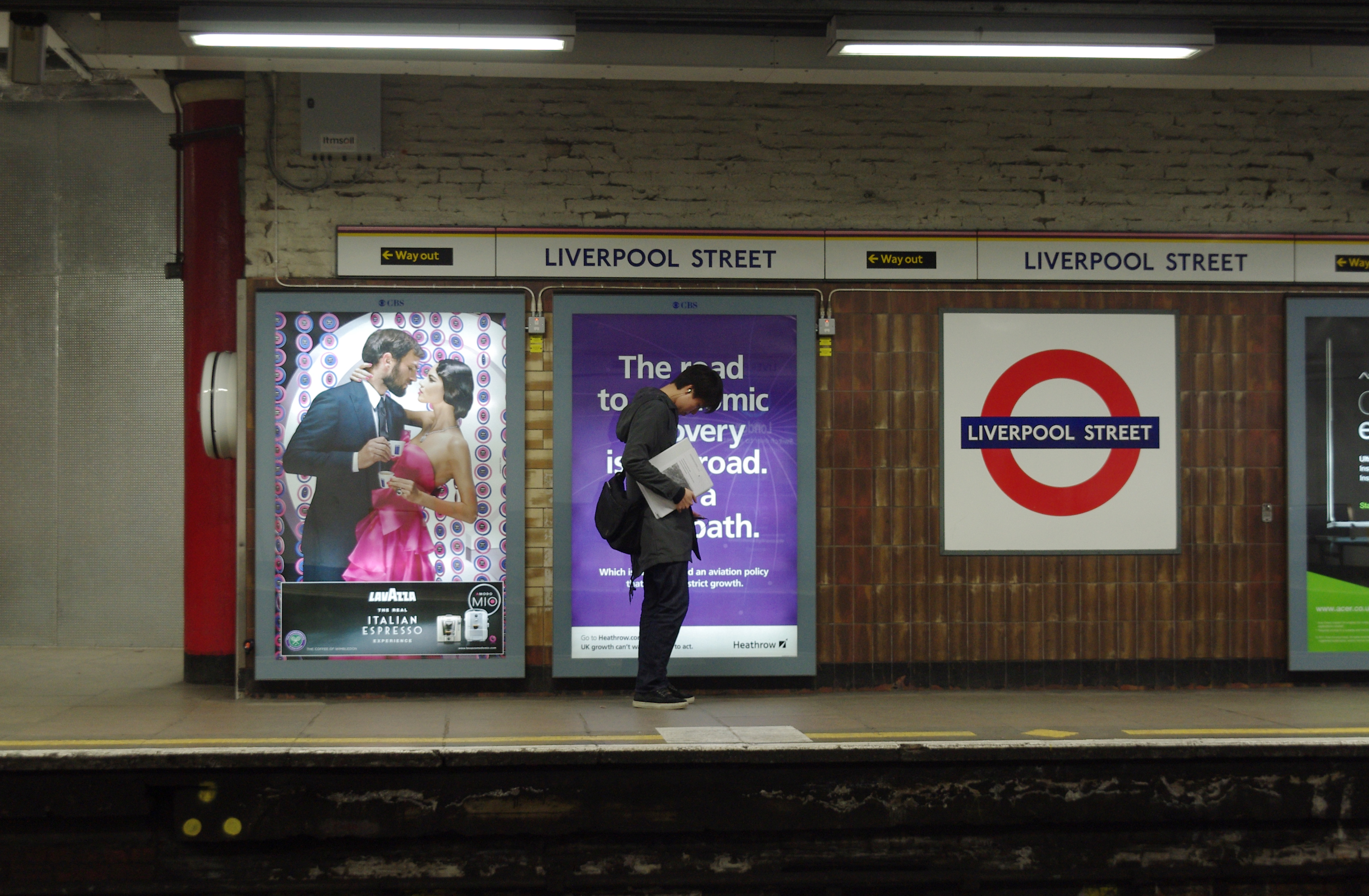
Рондель на стене